# Куриона-Босолето (Асти)
Куриона-Босолето је насеље у Италији у округу Асти, региону Пијемонт.
Према процени из 2011. у насељу је живело 26 становника. Насеље се налази на надморској висини од 114 м.